# مناطق التعجيل في الإنسان
مناطق التعجيل في الإنسان (HARs) (Human accelerated regions) وصفت لأول مرة في غشت 2006 , وهي مجموعة من 49 جين بشري موجودة في الفقاريات المتطورة ولكنها مختلفة عن تلك الموجودة في الإنسان وتسمى HAR1 - HAR49 وفقا لدرجة الاختلاف بين الإنسان والشمبانزي (HAR1 تعرض أكبر درجة اختلاف بين الإنسان والشمبانزي من 49) تم الحصول عليها بالمسح الضوئي لقواعد جينية متنوعة بعضها معقدة للغاية أسهمت في تطور التشريح العصبي للإنسان
العديد من مناطق HARs الجينات معروفة بإنتاج بروتينات هامة للنمو العصبي

## التصنيف

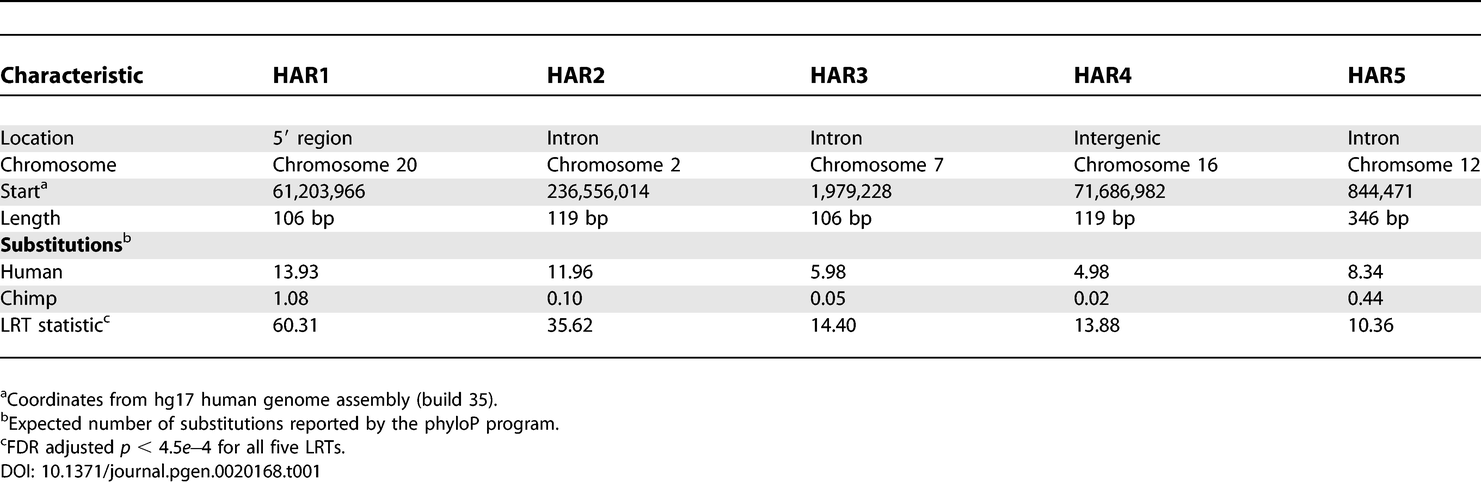
توصيف مناطق HAR1-HAR5 للبولارد عام 2006

HAR1 تم الحصول على 118 قاعدة عصبية زوجية ممتدة على ذراع كروموسوم 20 تتداخل مع جينات الحمض النووي HAR1F و 

HAR1R
HAR1F : تنشط تطوير القدرات البشرية في دماغ الإنسان
وجد تسلسل HAR1 في الشمبانزي ولكنه لايوجد في الأسماك ولا الضفادع المدروسة ,
أيضا هناك 18 قاعدة زوجية مختلفة (طفرة) بين الإنسان والشمبانزي وهي أكثر بكثير من المحفوظة تاريخيا .[1]
HAR2 تضم معدل الجينات HACNS1 ساهمت في تطور إبهام يد الإنسان وأيضا ساهمت في تعديلات الكاحل والقدم التي تسمح للإنسان بالمشي على قدمين .
أدلة تاريخية اثبتت 110,000تسلسل جيني معدل في الإنسان .
HACNS1 يخضع لتعديلات كثيرة خلال تطور الإنسان كما تنقسم اسلافها في الشمبانزي .

## HAR1
إن المنطقة المتسارعة البشرية 1 (المنطقة المتسارعة للغاية 1، HAR1) في البيولوجيا الجزيئية هي جزء من الجينوم البشري موجودة على ذراع طويلة من كروموسوم 20. إنها منطقة متسارعة بشرية. وهي تقع داخل زوج من جينات الحمض النووي الريبي الطويل غير الترميزي المتداخلة HAR1A (HAR1F)و HAR1B (HAR1R).

### المنطقة المتسارعة البشرية 1أ (HAR1A)
تظهر المنطقة المتسارعة البشرية 1أ (HAR1A) في خلايا كاجال-راتزيوس، بالتزامن مع بروتين ريلين.
وتم التعرف على المنطقة المتسارعة البشرية 1أ (HAR1A) في أغسطس 2006م عندما تم التحقيق لأول مرة في المناطق المتسارعة البشرية (HARs). وتمثل هذه المناطق الـ 49 جزءً من الجينوم البشري التي تختلف بشكل كبير عن المناطق المحفوظة بدرجة كبيرة من أقرب أسلافنا من حيث التطور. وترتبط الكثير من المناطق المتسارعة البشرية بالجينات المعروفة بأنها تلعب دورًا في النمو العصبي. وتم العثور على منطقة واحدة متغيرة بشكل خاص، المنطقة المتسارعة البشرية 1، في امتداد للجينوم بدون أي تسلسل للحمض النووي الريبي ذي ترميز بروتيني معروف. وتم تحديد اثنين من جينات الحمض النووي الريبي وHAR1F وHAR1R بشكل جزئي داخل المنطقة. وقد تبين أن بنية الحمض النووي الريبي للمنطقة المتسارعة البشرية 1أ (HAR1A) مستقرة، مع وجود بنية ثانوية عكس تلك التي تم وصفها سابقًا.
والمنطقة المتسارعة البشرية 1أ تكون نشطة في نمو المخ البشري بين الأسبوع السابع والأسبوع الثامن عشر من أسابيع الحمل. وتوجد في الدماغ الانتهائي الظهري في الأجنة. وفي البشر البالغين، توجد عبر المخيخ والدماغ الأمامي؛ كما توجد أيضًا في الخصيتين. وهناك دليل على أن المنطقة المتسارعة البشرية 1 ممثلة بواسطة REST عند الأفراد مع مرض هنتنغتون، الأمر الذي يساهم ربما في التنكس العصبي المرتبط بالمرض.
أشارت الأعمال الإضافية التي تم إجراؤها على البنية الثانوية للمنطقة المتسارعة البشرية 1أ إلى أن الشكل البشري يتخذ طية مختلفة عن تلك الخاصة بالثدييات الأخرى المتجسدة في تسلسل الشمبانزي.

### المنطقة المتسارعة البشرية 1ب (HAR1B)
يتداخل جين المنطقة المتسارعة البشرية 1ب (HAR1B) مع المنطقة المتسارعة البشرية 1أ (HAR1A) ويقع في مقابل جديلة الكروموسوم. وظهوره في الدماغ البشري أقل من ظهور جين المنطقة المتسارعة البشرية 1أ

## الجينات المرتبطة مع HAR
- HAR01: HAR1F وHAR1R
- HAR02: CENTG2بما في ذلك HACNS1
- HAR03: MAD1L1
- HAR04:
- HAR05: WNK1
- HAR06: WWOX
- HAR07:
- HAR08: POU6F2
- HAR09: PTPRT
- HAR10: FHIT
- HAR11: ديستروفين
- HAR12: EBF
- HAR20: PPARGC1A
- HAR21: NPAS3 - مسؤولة عن الاضطرابات العصبية
- HAR23: MGC27016
- HAR24: SCAP2
- HAR28: LPHN4
- HAR31: AUTS2
- HAR33: TBC1D22A
- HAR38: ITPR1
- HAR40: ZBTB16
- HAR43: AGBL4
- HAR44: FHIT
- HAR45: POLA
- HAR47: KLHL14